# 韓由真
韓 由真（はん ゆま、11月1日 - ）は、日本の女性声優、ナレーター。フリー。血液型はB型。神奈川県出身。

## 経歴・人物
第2回シグマ・セブンオーディション合格者。2013年3月までシグマ・セブンeに所属していた。

## 出演作品
※太字は主役・メインキャラクター

### テレビアニメ
2010年
- 閃光のナイトレイド #7

### ゲーム
2009年
- ファイナルファンタジー・クリスタルクロニクル エコーズ・オブ・タイム（ウルズ／セルキー♀）

### ドラマCD
- GRACE DOOR 執事たちの限界な一日（タロー）
- クリムゾン・スペル（子供）
- アイツの大本命 1・2（ユリ）
- SIMPLEX DEADLOCK外伝（ヨシュア（回想））

### ナレーション
- 今すぐ使える豆知識 クイズ雑学王
- よみがえれ!緑の大地
- エチカの鏡〜ココロにキクTV〜
- 山崎製パン ランチパック ラジオCM
- UCCカフェメルカード「ほの珈琲」Web動画
- 愛のお悩み解決!シアワセ結婚相談所
- 2010FIFAワールドカップDAILY（TBS）
- 四国電力 TV-CM
- エコプロダクツ展2010（三井不動産レジデンシャル）
- 日広鍍金工業所 TV-CM
- クローズアップキャンパス（千葉テレビ放送）
- どんど晴れ 店頭CM
- よのなか科NEXT「16歳の教科書」（朝日ニュースター）
- 24時間テレビ 「愛は地球を救う」34
- 知っとこ!
- THEナンバー2 〜歴史を動かした影の主役たち〜
- 世界の子供がSOS!THE★仕事人バンク マチャアキJAPAN
- 小池龍之介「考えない練習」 TV-CM
- マネーの羅針盤
- 大阪ひびきの街 ザ・サンクタスタワー TV-CM
- 石のことば 〜彫刻家・藤好邦江のイタリアの日々〜
- 主婦の友生活シリーズ
- パナソニック「LUMIX」Web動画
- ダイドードリンコスペシャル 日本の祭り

### その他
- 進研ゼミ小学講座 チャレンジ4年生 【アナタの冬休みがとーっても楽しくなるスペシャルアニメ】（リク）
- 法務省 人権啓発デジタルコンテンツ 「勇気のお守り」「自分の胸に手を当てて」（中田林太郎）
- ドーム映像『いのち探検 -ミクロちゃんと行く宇宙の旅-』
- ぷらねたBOX 「星空への夢」（タカシ）
- オーディオドラマ【Noir〜消えた少年と魔法の館〜】シリーズ（ノワール、ブルイヤール、ソレイユ）
- CR兎－野性の闘牌－（久坂明〈ジャッカル〉）